# Rejon dawlekanowski
Rejon dawlekanowski (ros. Давлекановский район, wym: dawlekànowskij rajòn, baszk. Дәүләкән районы wym.: dä[w]läkä́n rayonı) – jeden z 54 rejonów w Baszkortostanie. Ośrodkiem administracyjnym regionu jest Dawlekanowo.
Jedynym miastem w rejonie jest jego ośrodek administracyjny (Dawlekanowo), posiadujący ten status od roku 1942.